# Todd Brunson
Todd Brunson (7 augustus 1969) is een Amerikaans professioneel pokerspeler. Hij won onder meer het $2.500 Omaha Hi-Lo-toernooi van de World Series of Poker 2005, goed voor een hoofdprijs van $255.945,-. Hij is de zoon van tienvoudig WSOP-winnaar Doyle Brunson. Met zijn eigen toernooiwinst in 2005 werden de Brunsons de eerste vader en zoon die allebei een WSOP-titel wonnen.
Brunson verdiende tot en met juli 2015 meer dan $4.100.000,- in pokertoernooien (cashgames niet meegerekend). In 2016 werd hij toegevoegd aan de Poker Hall of Fame.

## Trivia
- Brunson schreef het hoofdstuk Seven Card Stud High Low Eight or Better in zijn vaders pokerboek Super System 2 (2005).
- Brunson maakte samen met zijn vader deel uit van gelegenheids-pokerteam The Corporation.

## WSOP-titel
| Jaar                       | Toernooi                    | Prijs      |
| -------------------------- | --------------------------- | ---------- |
| World Series of Poker 2005 | $2.500 Omaha High-Low Split | $255.945,- |